# Novoaltaysk
Novoaltaysk (tiếng Nga: Новоалтайск) là một thị xã ở vùng Altai, Nga, nằm trên hữu ngạn sông Ob. Novoaltaysk cách Barnaul, trung tâm hành chính của vùng 12 kilômét (7,5 mi). Dân số: 70,437 (Điều tra dân số 2010); 60,015 (Điều tra dân số 2002); 53,642 (Điều tra dân số năm 1989);

## Người nổi tiếng
- Stepan Akelkin (sinh 1985), cựu cầu thủ bóng đá chuyên nghiệp người Nga